# 帕默斯頓

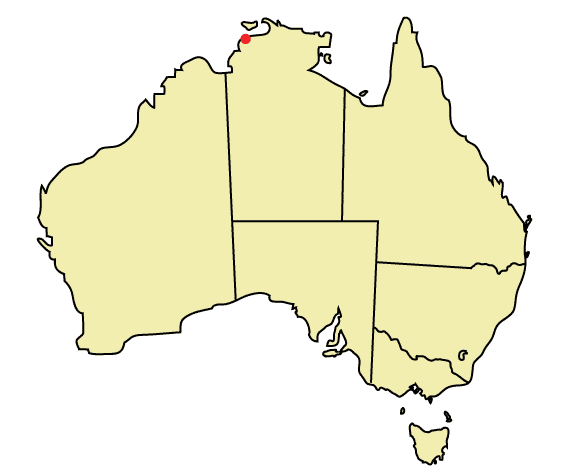
帕默斯頓在澳大利亞的位置

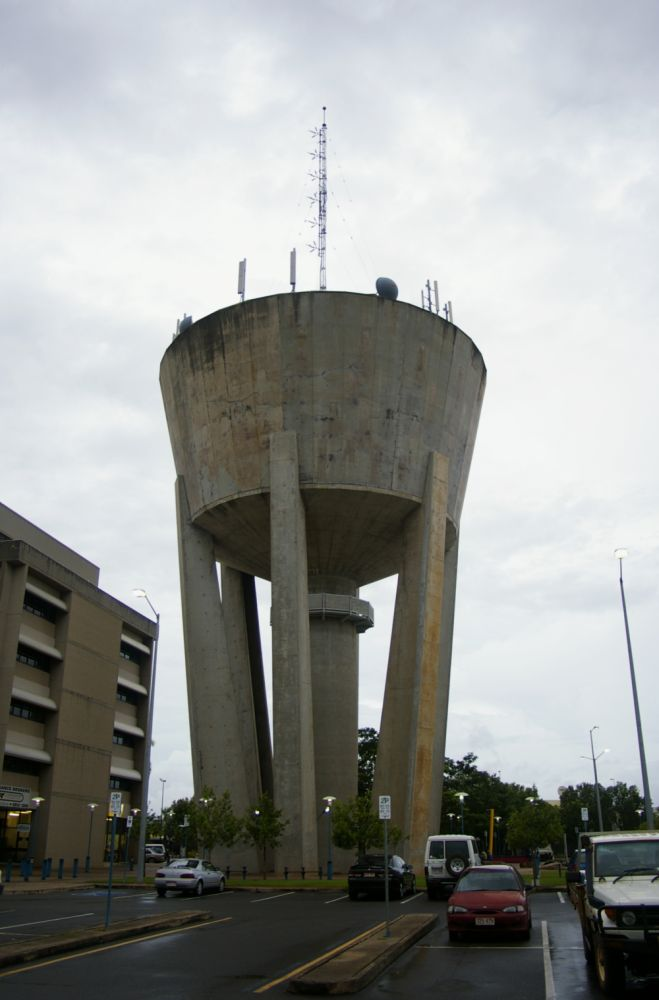
帕默斯頓水塔

帕默斯頓（英文：Palmerston）是一個位於澳洲北領地的一個城市。帕默斯頓是北領地首府和最大城市達爾文的一個衛星城市。帕默斯頓位於達爾文港附近，並於2006年擁有人口23,614人。帕默斯頓是北領地第二大城市。 帕默斯頓是目前在北領地中發展最快的城市，並在過去一直都有「全澳發展最快的城市」的稱號。
帕默斯頓總共擁有18個市郊，其中十個市郊位於帕默斯頓市中心附近。大部份帕默斯頓都是民居，而於城市北部則有兩輛輕型工業區。
就如其他位於澳洲頂端地帶的市鎮，帕默斯頓的氣候類型為熱帶氣候，並擁有雨季和旱季。它在雨季期間降雨量非常高，且其壯觀的閃電亦非常有名。

## 歷史

### 1864年至1911年
帕默斯頓於1864年由南澳大利亞州政府賦予此名稱，以紀念於1855年成為英国首相的亨利·坦普爾。帕默斯頓原先位於亞斯加懸崖亞當灣阿德萊德河河口的城址則是由博伊爾·芬尼斯於1864年決定。帕默斯頓於1867年由舊城址搬到由測量員喬治·哥爾德決定的第二個城址，並於1869年完成搬遷。於1911年4月，帕默斯頓正式納入達爾文。

### 1971年至今
於1971年，因達爾文的住宅用地供應不足，澳大利亞政府在達爾文附近建立起一個新的衛星城市。這個選址剛好毗鄰於交通走廊，以方便居民進出達爾文。隨著政府決定建立城市，其工程也於1980年開始。政府決定將該城命名為帕默斯頓，作為在70年前被納入達爾文的帕默斯頓的第三個城址。而一切規劃與發展都由帕默斯頓發展局負責。
帕默斯頓的發展始於1980年代早期。而帕默斯頓的市郊亦分階段建立。首個建立的市郊為格雷和查爾乎。接著的是默爾頓、伍德羅夫和馬洛湖。同時，城市面積於1990年代期間持續擴大，並伴隨著一些新市郊貝克韋爾、羅斯伯里和迪拉克的建立而迅速擴大。其人口更加是北領地中最快的地區。
帕默斯頓的人口由1991年的8,000人急速上升至2001年的21,000人。據估計，帕默斯頓的人口將於2020年代期間升至40,000人。帕默斯頓最初預期能容納50,000居民，但據現在的資料顯示其實際能容納的居民數低於42,000人。
自從1995年，帕默斯頓便開始建設5個新的市郊，其中包括羅斯伯里、貝克韋爾、迪拉克、岡恩和法勒爾。 這些市郊都是分階段建設的。於2000年，帕默斯頓市議會向澳洲政府要求更改名字，並最終獲批准。自此，帕默斯頓的全名便成了帕默斯頓直轄市。
由帕默斯頓到達爾文市中心的車程約為15分鐘，到達爾文的北部市郊的車程約為15–18分鐘，而到豪林斯的車程則為10–20分鐘。

## 人口
根據2006年的人口普查，帕默斯頓擁有23,614居民和9,000住戶。帕默斯頓人口的年齡中位數為28歲。18.9％人口為5–14歲的兒童，而47.1％的人口年齡介乎於25–54歲。在戶籍方面，有74.8％居民出生在澳大利亞，而剩餘的人分別出生於英國（692人，2.9％）、新西蘭（437人，1.9％）、菲律賓（278人，1.2％）、巴布亞新幾內亞（144人，0.6％）以及東帝汶（116人，0.5％）
帕默斯頓的人口信仰方面，最多人為無信仰（6,106人，25.9％），接著依次為天主教（5,263人，22.3％）、聖公宗（3,561人，15.1％）、聯合教會（1,205人，5.1％）和長老會（419人，1.8％）。
帕默斯頓的人口為整個帕默斯頓-達爾文地區總人口的四分之一，並佔有整個北領地總人口的11.7％。

### 人口增長
帕默斯頓和達爾文是北領地人口增長速度最快的城市。而帕默斯頓更是在所有北領地地區中人口增長速度最快的地區。帕默斯頓在過去平均每年人口增長1,300人，並且總人口平均每年上升5％。而帕默斯頓的市郊法勒爾、羅斯伯里、馬洛湖和岡恩亦是人口增長速度最快的地區之一。據估計，到了2016年，帕默斯頓的人口將超越達爾文的一半人口。而若包括利奇菲爾德郡在內的話，其人口將僅僅比達爾文少2 000人。

## 氣候
帕默斯頓的氣候類型和達爾文一樣，都為熱帶氣候，並擁有雨季和旱季。從五月至九月通常為旱季，而從十二月至三月則為雨季。帕默斯頓的六月和七月為最寒冷的月份，而帕默斯頓的日均溫度介乎於19°C至30°C。 雨季通常伴隨著熱帶氣旋和季風降雨來臨。在雨季期間，雷暴是常見的，而平均溫度都超過70%。
| Collie            | Collie        | Collie        | Collie        | Collie       | Collie      | Collie      | Collie      | Collie      | Collie      | Collie      | Collie       | Collie       | Collie          |
| 月份              | 1月           | 2月           | 3月           | 4月          | 5月         | 6月         | 7月         | 8月         | 9月         | 10月        | 11月         | 12月         | 全年            |
| ----------------- | ------------- | ------------- | ------------- | ------------ | ----------- | ----------- | ----------- | ----------- | ----------- | ----------- | ------------ | ------------ | --------------- |
| 平均高温 °C（°F） | 31.8 (89.2)   | 31.4 (88.5)   | 31.9 (89.4)   | 32.7 (90.9)  | 32.0 (89.6) | 30.6 (87.1) | 30.5 (86.9) | 31.3 (88.3) | 32.5 (90.5) | 33.2 (91.8) | 33.2 (91.8)  | 32.6 (90.7)  | 32.0 (89.6)     |
| 平均低温 °C（°F） | 24.8 (76.6)   | 24.7 (76.5)   | 24.5 (76.1)   | 24.0 (75.2)  | 22.1 (71.8) | 19.9 (67.8) | 19.3 (66.7) | 20.4 (68.7) | 23.0 (73.4) | 25.0 (77.0) | 25.3 (77.5)  | 25.3 (77.5)  | 23.2 (73.8)     |
| 平均降水量 mm（） | 420.4 (16.55) | 362.7 (14.28) | 323.8 (12.75) | 100.3 (3.95) | 20.7 (0.81) | 2.0 (0.08)  | 1.3 (0.05)  | 5.4 (0.21)  | 15.3 (0.60) | 68.5 (2.70) | 140.4 (5.53) | 246.2 (9.69) | 1,714.7 (67.51) |
| 来源：            |               |               |               |              |             |             |             |             |             |             |              |              |                 |

## 外部連結
- 帕默斯頓官方網站 （页面存档备份，存于）
- 帕默斯頓日出日落 （页面存档备份，存于）